# Marie-Émile Boismard
Estudioso exégeta y teólogo de nacionalidad francesa, Claude (Marie-Émile) Boismard (14 de diciembre de 1916; 23 de abril de 2004) fue uno de los miembros más ilustres de la Escuela bíblica y arqueológica francesa de Jerusalén.
Obtuvo la Licenciatura en teología en Le Saulchoir, París (Francia), y en ciencias bíblicas en Roma (Italia). Fue profesor de Nuevo Testamento en la Escuela Bíblica de Jerusalén (École Biblique, 1948-1950), a continuación en la Facultad de Teología de la Universidad de Friburgo, Suiza (1950-1953), y de nuevo en la Escuela Bíblica de Jerusalén (1953-1993).
Participó en la elaboración de la prestigiosa Biblia de Jerusalén como traductor, colaborando además como exégeta con las introducciones y comentarios a diferentes libros. Perteneció a la orden de los dominicos y es considerado como uno de los franceses más importantes en lo que concierne al estudio de las Sagradas Escrituras. 
Fue responsable de la elaboración de nuevas hipótesis con relación al denominado problema sinóptico, a los escritos joánicos, a cuestiones del libro de las Hechos de los Apóstoles, y al texto del Libro del Apocalipsis, además de sus análisis sobre el origen del Códex Bezae (Códice de Beza) y sobre el presunto martirio de Juan el Apóstol.

## Obra (en francés)
- L'Apocalypse (La Sainte Bible traduite en français sous la direction de l'École biblique de Jérusalem), Paris, Éd. du Cerf, 1950.
- Le Prologue de saint, Paris, Éd. du Cerf, «Lectio Divina» 11, 1953.
- Du Baptême à Cana (Jean 1,19-2,11), Paris, Éd. du Cerf, «Lectio Divina» 18, 1956.
- Quatre hymnes baptismales dans la première épître de Pierre, Paris, Éd. du Cerf, «Lectio Divina» 30, 1961.
- Synopse des quatre évangiles en français avec parallèles des apocryphes et des Pères, vol. I, Textes, avec P. Benoit, Paris, Éd. du Cerf, 1965.
- Synopse des quatre évangiles en français, vol. II, Commentaire, avec P. Benoit, A. Lamouille et P. Sandevoir, Paris, Éd. du Cerf, 1972.
- Synopse des quatre évangiles en français, vol. III, L'évangile de Jean, avec A. Lamouille et G. Rochais, Paris, Éd. du Cerf, 1977.
- La Vie des Évangiles. Initiation à la critique des textes, avec A. Lamouille, Paris, Éd. du Cerf, 1980.
- Le Texte occidental des Actes des apôtres. Reconstitution et réhabilitation, (2 vol.) (Synthèse 17), avec A. Lamouille, Paris, Éd. Recherche sur les civilisations, 1984. Édition nouvelle entièrement refondue (Études bibliques NS 40), Paris, J. Gabalda, 2000.
- Synopsis Graeca Quattuor Evangeliorum, avec A. Lamouille, Leuven-Paris, Peeters, 1986.
- Moïse ou Jésus. Essai de christologie johannique (BETL, 86), Leuven, University Press-Peeters, 1988.
- Les Actes des deux apôtres (3 vol.) avec A. Lamouille (Études bibliques 12-14), Paris, J. Gabalda, 1989.
- Un évangile pré-johannique (F. vol. I [Jean 1,1-2,12] en 2 tomes, avec Arnaud Lamouille, Paris, Gabalda [Études Bibliques, n.s. 17-18], 1993; vol. II [Jean 2,13-4,54] en 2 tomes, Paris, Gabalda [Études Bibliques n.s. 24-25], 1994; vol. III).
- L'évangile de Marc. Sa préhistoire (F. Paris, Gabalda [Études Bibliques n.s. 26], 1994).
- Faut-il encore parler de « résurrection »? (F. Paris, Cerf, 1995)
- Jésus, un homme de Nazareth, raconté par Marc l'évangéliste, Éd. du Cerf, 1996.
- Le martyre de Jean l'apôtre (CRB 35), Paris, Gabalda, 1996.
- L'Évangile de l'enfance (Luc 1 - 2) selon le proto-Luc (Études bibliques 35), Paris, J. Gabalda, 1997.
- En quête du proto-Luc (Études bibliques 37), Paris, J. Gabalda, 1997.
- À l'aube du christianisme. Avant la naissance des dogmes (Théologie), Paris, Cerf, 1998.
- Critique textuelle ou critique littéraire? Jean 7,1-51 (CRB 40), Paris, J. Gabalda, 1998.
- La lettre de saint Paul aux Laodicéens retrouvée et commentée (CRB 42), Paris, Gabalda, 1999.
- L'énigme de la lettre aux Éphésiens (Études bibliques NS 39), Paris, J. Gabalda, 1999.
- Le baptême selon le Nouveau Testament (Théologies), Paris, Le Cerf, 2001.
- Comment Luc a remanié l'évangile de Jean (CRB 51), Paris, J. Gabalda, 2001.
- L'évangile selon Matthieu, d'après un papyrus de la collection Schøyen. Analyses littéraires (CRB 55), Paris, Gabalda, 2003.

- Datos: Q3292327
- Multimedia: Marie-Émile Boismard / Q3292327